# 3593 Osip
3593 Osip è un asteroide della fascia principale. Scoperto nel 1981, presenta un'orbita caratterizzata da un semiasse maggiore pari a 2,1519503 UA e da un'eccentricità di 0,0936630, inclinata di 1,11929° rispetto all'eclittica.